# Науел Молина
Науел Моли́на Лусе́ро (на испански: Nahuel Molina Lucero) е аржентински футболист, който играе на поста десен бек. Състезател на Атлетико Мадрид и националния отбор по футбол на Аржентина.

## Успехи
Бока Хуниорс
- Шампион на Аржентина (1): 2016/17

 Аржентина
- Шампион на Копа Америка (1): 2021
- Носител на Финалисима (1): 2022[1]